# 曾淵滄
曾淵滄博士，MH（1953年4月2日—），新加坡華人，他也曾經是深水埗區區議會的委任議員和香港城市大學工商管理碩士課程主任兼管理科學系副教授。

## 簡歷
曾淵滄早年畢業於新加坡的中正中學 (總校)（1972年）及南洋大學數學系，後考取了英國蘭卡斯特大學的運籌學碩士學位（1980年至1981年）和曼徹斯特大學管理科學博士學位（1981年至1982年）。
他過去一直都在《壹週刊》撰寫專欄，並在當年黎智英於香港創立《蘋果日報》時，曾向學校要求停薪留職一年，以便幫助黎智英辦報。其後，他為《蘋果日報》撰寫經濟專欄及社論。
中原城市指數創辦人之一，現任中原城市指數首席研究員，熟悉本港樓市走勢與經濟的關係，憑創立中原城市指數奪得2001年城市大學最佳商業應用研究獎。

## 節目主持
- 《我的創富通道》（2007年）：香港電台普通話台）

## 外部連結
- 曾淵滄的Facebook專頁
- 曾淵滄博士專欄 （页面存档备份，存于）
- 曾淵滄的投資表現評分、所有投資專欄 （页面存档备份，存于）
- 東周刊 - 曾淵滄教路 （页面存档备份，存于）
- 壹蘋果論壇 - 曾淵滄專欄
- 中国证券网曾渊沧港股专栏 （页面存档备份，存于）
- 曾淵滄 on Facebook
- 曾淵滄5S致富通道[永久]

## 資料來源
- 關於曾淵滄博士 （页面存档备份，存于）